# Hochblatt

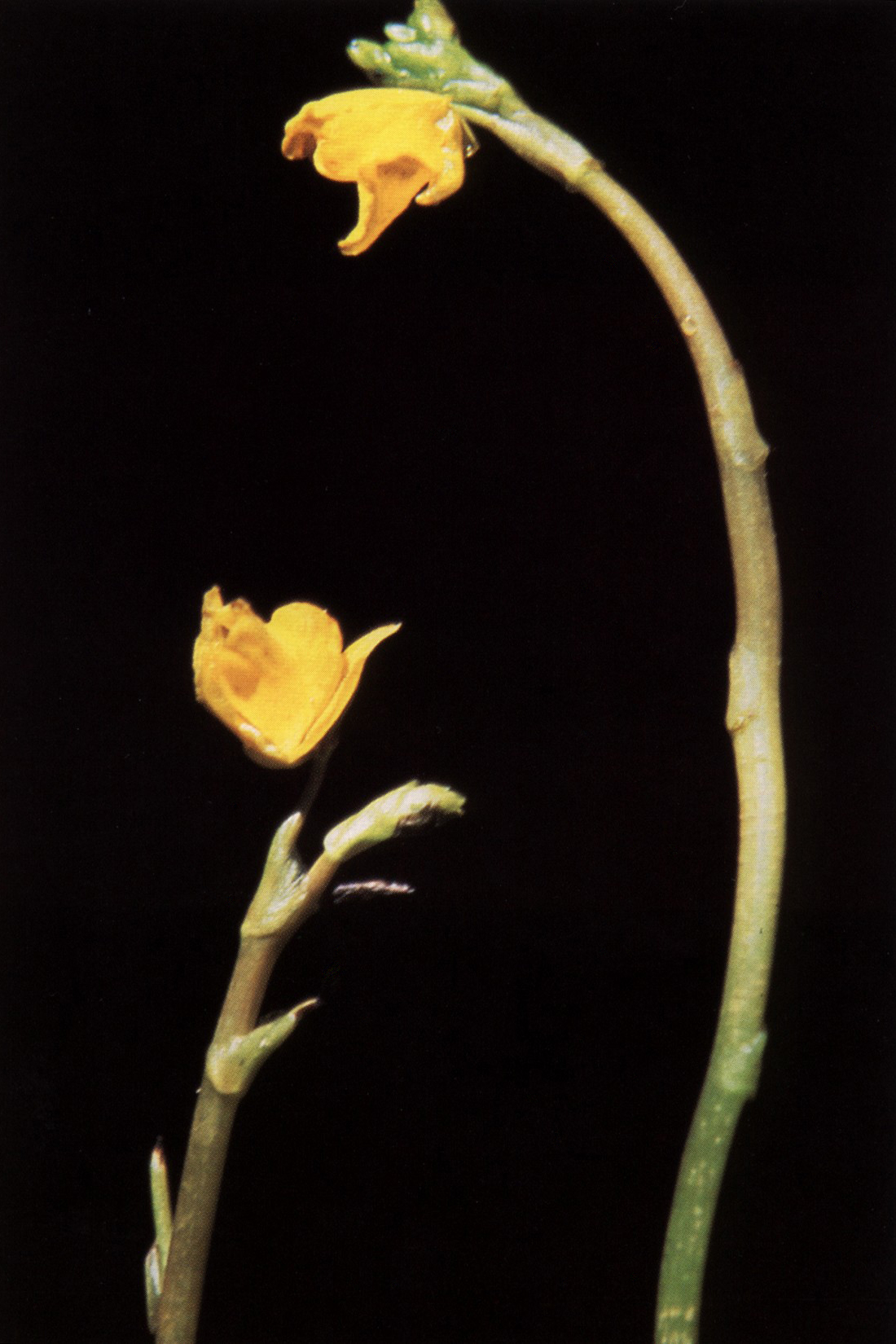
Eine Wasserschlauch-Art mit schuppenförmigen Hochblättern unter dem Blütenstand und ebensolchen Brakteen

Als Hochblätter, Hypsophylle bezeichnet man bei Pflanzen Blätter, die oberhalb der normalen Laubblätter stehen und von diesen in Form und Farbe abweichen. 
Meist handelt es sich um reduzierte Blätter, bei denen nur das Unterblatt gut ausgebildet ist (vaginale Hochblätter).  Es gibt aber auch Hochblätter, die bei der Reduktion des Gesamtorgans hauptsächlich aus dem Spreitenteil bestehen (laminare Hochblätter).
Darüber hinaus dienen sie vielfach der Insektenanlockung, in diesen Fällen weichen Hochblätter nur in ihrer Farbe von den Laubblättern ab (ein bekanntes Beispiel dafür ist der Weihnachtsstern). In einem weiteren Sinn sind auch die Blätter der Blütenhülle nur ein Sonderfall von Hochblättern. Hochblätter können, soweit sie grün sind, assimilieren. Die ursprüngliche Blattfunktion tritt allerdings oft gegenüber der Hüllfunktion zurück. Derartige Hochblätter umschließen zunächst die Blütenknospe, können aber trotzdem von der entfalteten Blüte nach Streckung des obersten Stängelabschnitts entfernt stehen.
Bei vielen Arten sind die Tragblätter von Blüten oder Teilblütenständen als Hochblätter ausgebildet (= brakteos), das heißt kleiner und einfacher als die Laubblätter gebaut. 
Auch die Vorblätter von Blüten oder Teilblütenständen sind oft Hochblätter bzw. brakteos. Hochblätter sind aber nicht zwangsläufig Tragblätter von Seitensprossen bzw. Blüten und umgekehrt auch Tragblätter sind nicht immer hochblattartig ausgebildet.
Bei manchen Arten mit unscheinbaren Blüten sind es auffällig gefärbte Hochblätter, die anstelle der Blütenhülle die Schaufunktion zur Anlockung von Bestäubern übernehmen. Dann sind die Hochblätter chlorophyllarm oder chlorophyllfrei (Verlust der Assimilationsfunktion). Bilden mehrere Hochblätter eine kelchartige Hülle um einen Blütenstand, so spricht man auch von Hüllblättern.

## Galerie

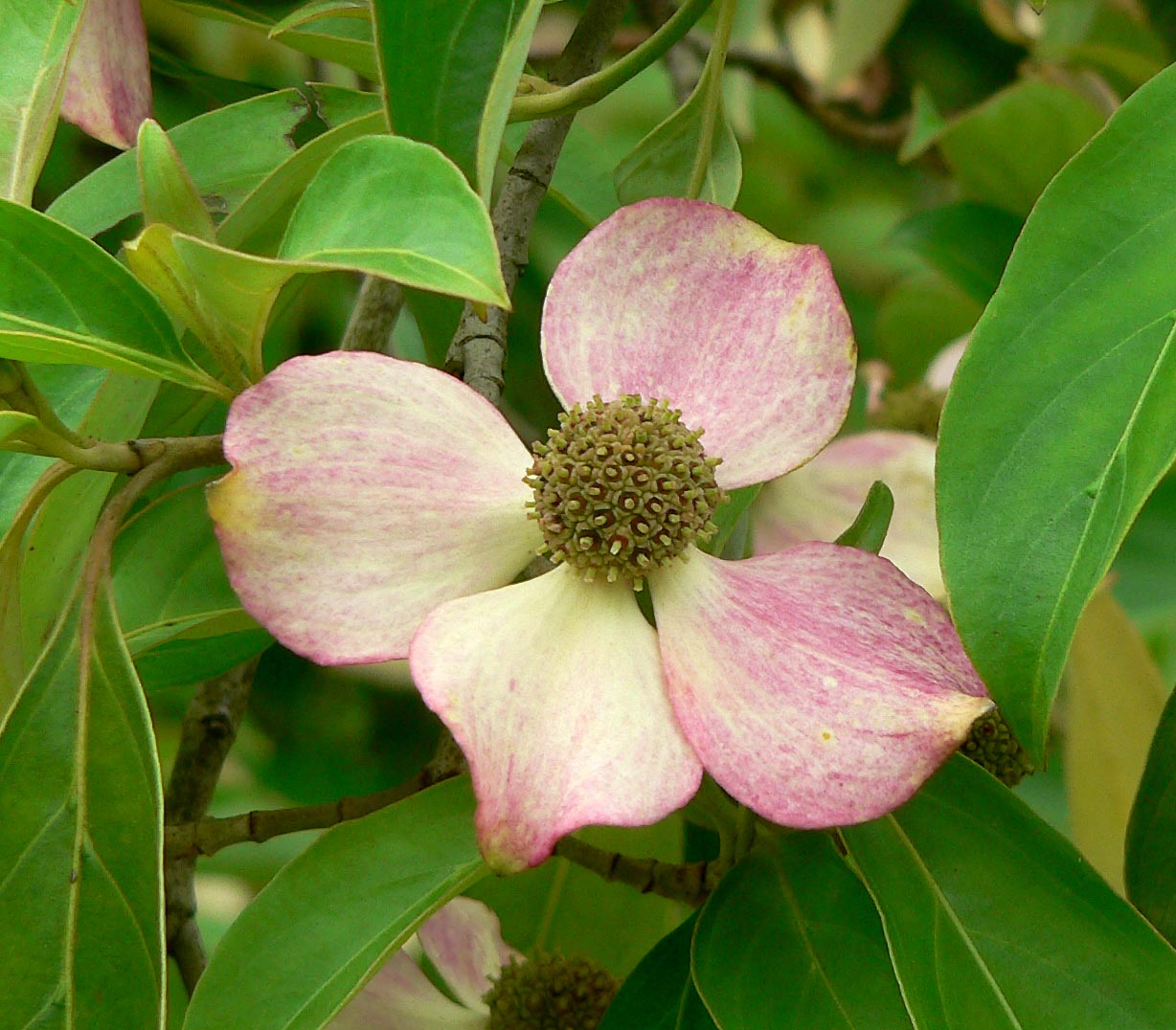
Vier auffällige Hochblätter an der Basis des grünlichen, doldigen Blütenstands übernehmen bei Benthams Hartriegel (Cornus capitata) die Schaufunktion
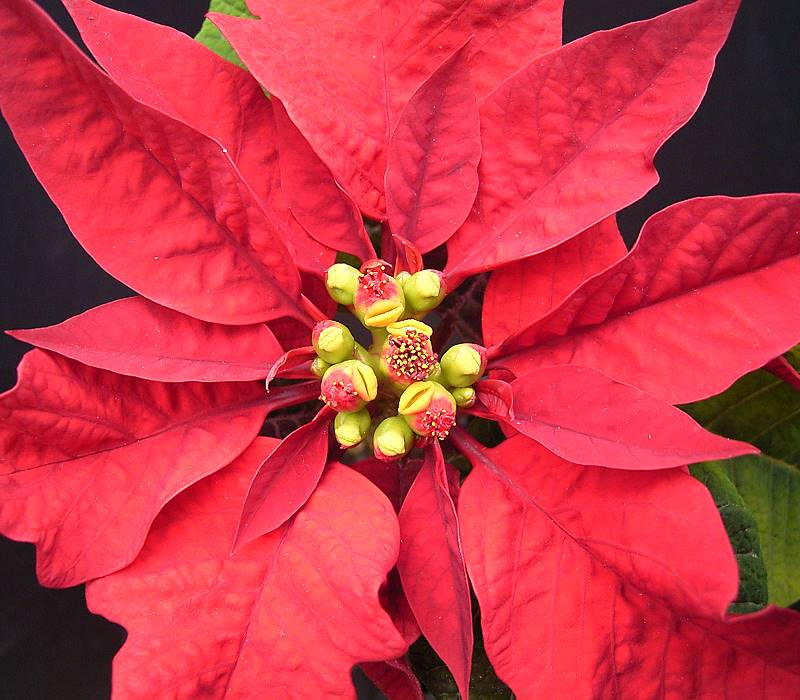
Hochblatt des Weihnachtssterns (Euphorbia pulcherrima) mit auffällig roter Färbung
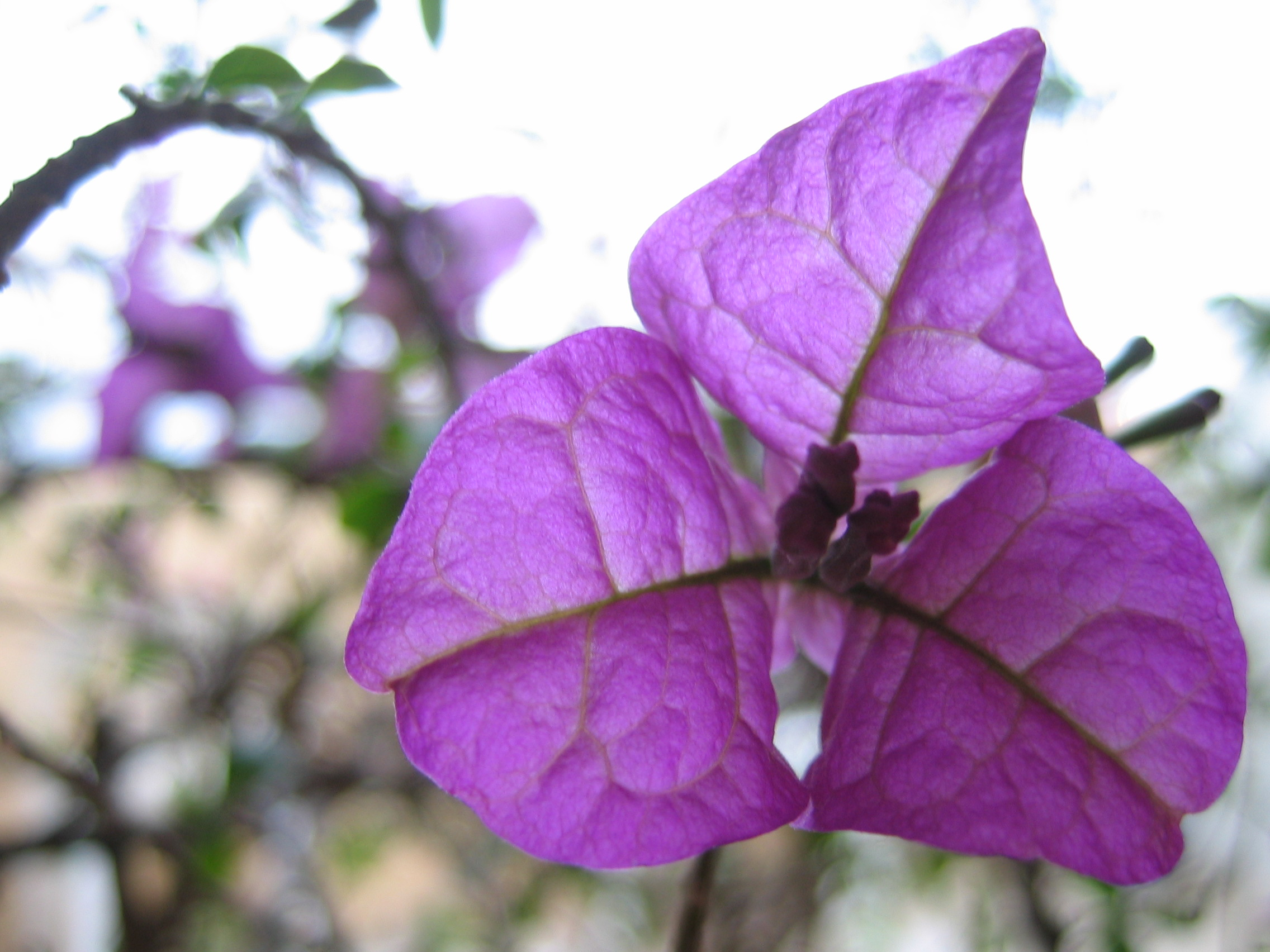
Drei violette Hochblätter der Drillingsblume (Bougainvillea)
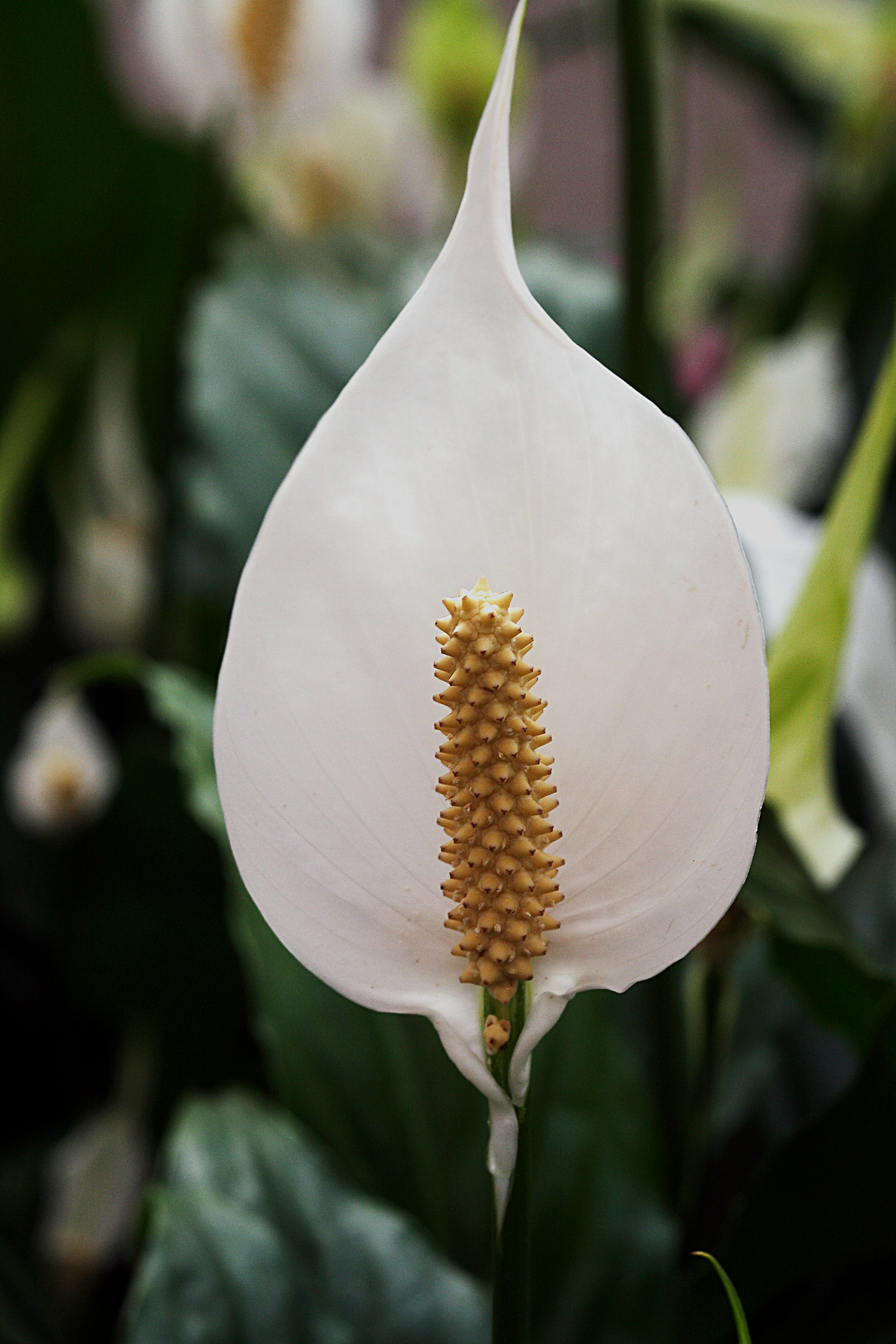
Spathiphyllum bildet ein weißes Hochblatt neben der eigentlichen Blüte